# Liste der Monuments historiques in Cousolre
Die Liste der Monuments historiques in Cousolre führt die Monuments historiques in der französischen Gemeinde Cousolre auf.

## Liste der Bauwerke
| Bezeichnung           | Beschreibung | Standort | Kennzeichnung | Schutzstatus | Datum | Bild           |
| --------------------- | ------------ | -------- | ------------- | ------------ | ----- | -------------- |
| Kapelle Dieu-de-Pitié |              | (Lage)   | PA00107441    | Inscrit      | 1953  | weitere Bilder |

## Liste der Objekte

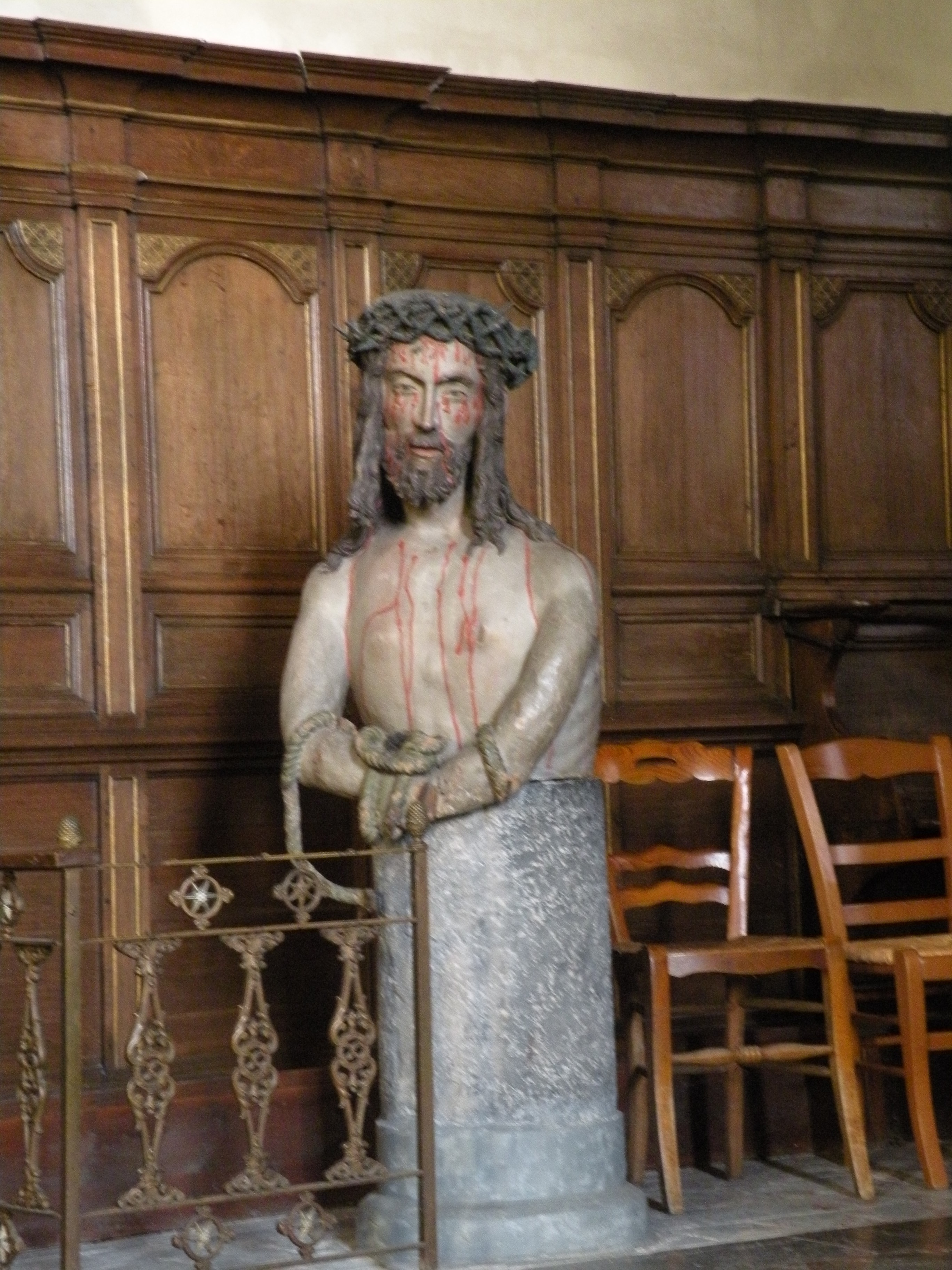
Skulptur Ecce homo (zweite Hälfte des 15. Jahrhunderts) in der Kirche St-Martin

- Monuments historiques (Objekte) in Cousolre in der Base Palissy des französischen Kultusministeriums

Siehe auch: Taufbecken (Cousolre) und Kanzel (Cousolre)